# Hattie-Studie
Die sogenannte Hattie-Studie bezeichnet eine vom neuseeländischen Bildungsforscher John Hattie erstellte Studie zum Themenfeld „Schulunterricht“, die international Beachtung gefunden hat. Die besagte Studie beinhaltet eine Zusammenführung der Ergebnisse von über 800 Metaanalysen, welche in der Zeit vor ihrer Veröffentlichung aus schulischen Lernstandserhebungen gewonnen wurden, die Hattie im Jahre 2009 in seinem Buch Visible Learning der Fachwelt schließlich präsentierte. Er stellte Einflussfaktoren auf Schülerleistungen zusammen und legte dar, dass es weiterhin stark auf die Lehrperson ankomme, ob Schüler in der Schule erfolgreich sind.

## Rezeption im deutschsprachigen Raum und Übersetzung ins Deutsche
Die Erkenntnisse werden bundesweit in den Fortbildungseinrichtungen der Bildungsministerien rezipiert, so z. B. im hessischen Amt für Lehrerbildung. Bildungsminister Mathias Brodkorb kündigte im Oktober 2014 an, allen Lehrern in Mecklenburg-Vorpommern eine von Klaus Zierer im Auftrag des Schweriner Bildungsministeriums verfasste Kurzfassung der Hattie-Studie zukommen zu lassen. Diese erschien unter dem Titel Hattie für gestresste Lehrer und ist mittlerweile auch als eigenständige Publikation erhältlich.
Intensiver haben sich mit der Hattie-Studie Inez De Florio-Hansen und Olaf Köller auseinandergesetzt. Auch der Pädagoge Ewald Terhart hat sich damit befasst. Die Studie wurde auch von führenden deutschen Pädagogen der empirischen Richtung wie Eckhard Klieme und Andreas Helmke zur Kenntnis genommen.
Im April 2013 erschien die deutschsprachige Ausgabe von Visible Learning unter dem Titel Lernen sichtbar machen und im Januar 2014 erschien die deutschsprachige Ausgabe von Visible Learning for Teachers unter dem Titel Lernen sichtbar machen für Lehrpersonen. Die Übersetzung besorgte Klaus Zierer zusammen mit Wolfgang Beywl.
In seinen jüngsten Arbeiten widmet Hattie sich verstärkt der Frage, wie das Denken von Lehrpersonen Einfluss auf das Lernen von Schülerinnen und Schülern hat. So setzte sich die jährlich stattfindende Visible Learning Conference mit diesem Thema auseinander und 2017 erschien dazu in Zusammenarbeit mit Klaus Zierer Ten Mindframes for Visible Learning: Teaching for success, das bereits 2016 auf Deutsch unter dem Titel Kenne deinen Einfluss! „Visible Learning“ für die Unterrichtspraxis erschienen ist.

## Kritik
Inez De Florio-Hansen kritisiert, dass Hattie sich bewusst auf messbare kognitive Faktoren beschränkt, d. h. nicht messbare affektive sowie soziale Aspekte unberücksichtigt lässt und keine Gewichtung der ermittelten 138 Faktoren vornimmt. So geht der Faktor „Geburtsgewicht“ in gleicher Weise in die Auflistung ein wie „herausfordernde Ziele“ oder „kooperatives Lernen“. Hattie weist darauf hin, dass affektive und soziale Aspekte sogar wichtiger sein können als die von ihm angeführten Faktoren, erstere jedoch nicht in seinem Blickfeld liegen (so in Visible learning. London, New York 2009). Andreas Helmke steht dem geäußerten Vorwurf ablehnend gegenüber und gibt zu bedenken, dass eine Hinzuziehung schwer messbarer weiterer Bildungsziele (bspw. „Hilfsbereitschaft, Empathie, Mitleid, Teamfähigkeit“ usf.) zwar für künftige Unterrichtsforschungen zu begrüßen wäre, dies allerdings mit einem beträchtlichen Mehraufwand einhergehe. Hattie selbst habe sich mit jener Problematik zudem wiederholt in seinem Werk auseinandergesetzt. Im Jahre 2014 machten Rolf Schulmeister und Jörn Loviscach anhand von Stichproben auf sachliche, methodische und statistische Fehler in der Hattie-Studie aufmerksam.
Benedikt Wisniewski bemängelte bis zur 2. Auflage seines Buches „Psychologie für die Lehrerbildung“, dass die Rezeption der Hattie-Metaanalyse derzeit durch starke Vereinfachungen sowie unzureichende forschungsmethodische Kenntnisse konkurrierender Bildungsforscher geprägt sei. In der 3. Auflage ist dieser Kritikpunkt jedoch nicht mehr enthalten.
Olaf Köller weist darauf hin, dass Hatties Buch „Visible Learning“ ein vielgestaltiges Echo hervorrief; so habe man es von Seiten der Bildungsforschung einerseits zur Bestätigung eigener Ansichten herangezogen, andererseits aber auch auf Grund vorgefundener Defizite als unbrauchbar abgelehnt. Demgegenüber gibt Köller zu bedenken, dass Hatties Aussagen zur Unterrichtswirksamkeit von unabhängigen „Primärstudien“ und „überblicksartigen Sammlungen von Forschungsergebnissen“ in der Regel geteilt werden. Hattie merkt selbstkritisch an, dass im Falle von Meta-Analysen die Gefahr bestehe, Wirkungszusammenhänge abzuleiten und diese nicht ausreichend zu erklären, weshalb er in seinem Buch verstärkt die Entwicklung einer evidenzbasierten Erklärung beabsichtige: „Meine Aufgabe sehe ich darin, eine Folge von Thesen mit hohem Erklärungswert vorzustellen, die viele (anfechtbare) Vermutungen enthalten.“